# Petrény
Petrény (románul: Petreni) település Romániában, Erdélyben, Hunyad megyében.

## Fekvése
Piskitől délre fekvő település.

## Története
Petrény nevét 1425-ben említette először oklevél p. Petren néven.
1495-ben p. Petrehen, 1501-ben Pethren, 1515-ben p. Petren, 1733-ban, 1808-ban és 1913-ban Petrény néven írták.
1497-ben a Barcsaiak birtoka, ez évben Barcsai János Ilona nevű leányának, ki Beretei Pogány Péter gyalui várnagy felesége volt, Petrehen-ben is volt itt birtokrésze.
1515-ben a Szentimrei, Sztrigyi, Barcsai, Kolonityi, Márgai családok voltak birtokosai.
1733-ban Petrény Barcsay Ábrahám birtoka volt.
A trianoni békeszerződés előtt Hunyad vármegye Dévai járásához tartozott.
1910-ben 599 román, görögkeleti ortodox lakosa volt.

## Források

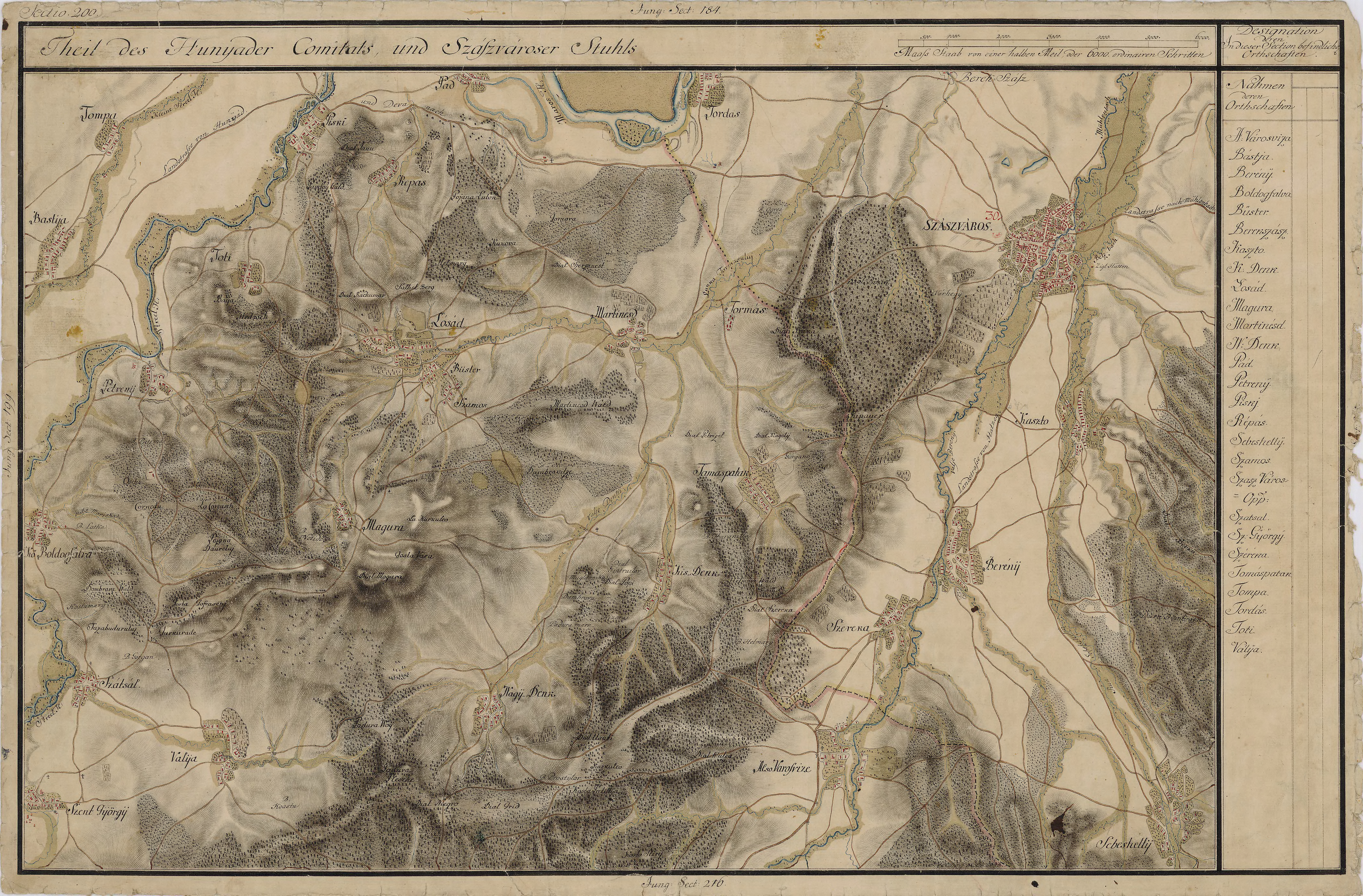
Petrény egy régi térképen